# ريتشارد ميتكالف
ريتشارد ميتكالف (بالإنجليزية: Richard Metcalfe)‏ هو لاعب اتحاد الرغبي بريطاني، ولد في 21 نوفمبر 1973 في ليدز في المملكة المتحدة.